# أنغوروغو
أنغوروجو هو مجتمع يقع في جروت أيلاند في الإقليم الشمالي، أستراليا. اللغات الرئيسية المنطوقة هي Anindilyakwa وهي لغة أسترالية من السكان الأصليين واللغة الإنجليزية. تأسست كمهمة لجمعية إرسالية الكنيسة وهي واحدة من المستوطنات الأصلية الثلاث الرئيسية في أرخبيل جروت أيلاند إلى جانب ميلياكبورا وأومباكومبا. وفقًا لتعداد عام 2016 بلغ عدد سكان المجتمع 855 نسمة بانخفاض عن 882 في عام 2006.